# Abd al-Hamid al-Katib
Abd al-Hamid al-Katib (ar. عبدالحميد بن يحيى الكاتب, r. ?, zm. ok. 750) – arabski uczony, twórca stylu epistolarnego w literaturze arabskiej.

## Życiorys
Pracował na stanowisku sekretarza w kancelarii kalifa omajjadzkiego Hiszama. Później związał się kalifem Marwanem II, a gdy kalif doszedł do władzy został przez niego mianowany szefem kancelarii.
Twórczość Abd al-Hamid al-Katiba to 6 listów (rasail) oficjalnych, kilka prywatnych, epigramaty, które w późniejszym czasie zostały użyte w dziełach innych pisarzy. Najbardziej znanym listem jest list, który został skierowany do sekretarzy. Oparty on był na wzorach listów używanych w czasach administracji perskiej z dynastii Sasanidów, podkreślał wagę i znaczenie ich obowiązków.